# Funko
Funko is een Amerikaans bedrijf dat kunststof figuurtjes maakt. Daarnaast produceren ze onder andere sleutelhangers, spellen en pluche poppetjes. Funko is in 1998 opgericht en maakte toen 'bobbleheads'. Later is het bedrijf uitgegroeid tot een producent van kunststof poppetjes en actiefiguurtjes, waarbij wordt gewerkt onder de licentie van bedrijven als Disney, Marvel, Lucasfilm, Warner Bros. en DC Comics. Het ontwerpen van de producten vindt plaats in Everett, terwijl de fabricage in landen als China en Vietnam gebeurt.
Funko werd in 1998 opgericht door Mike Becker. Hij verkocht in 2005 het bedrijf aan Brian Mariotti en twee stille vennoten. De catalogus werd in 2010 uitgebreid met figuurtjes die op karakters van DC Comics waren gebaseerd. Deze 'Pop!'-lijn breidde zich hierna uit naar onder andere sporters, muzikanten, televisiepersonages, Star Wars, Game of Thrones, politici en filmkarakters.
In 2013 kocht Fundamental Capital het bedrijf over. In 2016 kreeg Acon Investments een meerderheid van 60% in handen; Fundamental Capital behield 20% terwijl het management van Funko de overige 20% kreeg.
Het bedrijf richt zich op de markt van verzamelaars, en organiseert elk jaar de Funko Fundays tijdens de San Diego Comic-Con International. Funko biedt abonnementen aan voor zogenaamde 'mystery boxes', waarbij de consument een abonnement aangaat voor een bepaald thema en elke maand een doos met figuurtjes ontvangt.